# Sylvie Gentil
Pour les articles homonymes, voir Gentil.
Sylvie Gentil, née le 28 février 1958 à Saint-Maixent-l'École et morte le 28 avril 2017 à Paris 15e,, est une traductrice française de littérature chinoise contemporaine.

## Biographie
Née dans les Deux-Sèvres, Sylvie Gentil suit des cours de chinois à l'institut national des langues et civilisations orientales (INALCO), avec François Cheng et Jacques Pimpaneau comme professeurs. Elle effectue de 1980 à 1982, son premier séjour d'études en Chine, et étudie à l'université de Beida de Pékin.
En 1985, elle retourne et s'installe définitivement en Chine, et travaille dans le cinéma chinois en faisant du sous-titrage. On lui doit les sous-titres du film Terre jaune réalisé par Chen Kaige en 1984 et de Le Sorgho rouge, premier film de Zhang Yimou en 1987 adapté du livre Le Clan du sorgho de Mo Yan, dont Sylvie Gentil fera la traduction par la suite.
Après les manifestations de la place Tian'anmen, le pays traverse des années de plomb avec la presse et le cinéma muselés. Restée en Chine, Sylvie Gentil se dirige alors vers les traductions qui « se lisent ensuite comme autant d'histoires personnelles, de découvertes qui, d'auteur en auteur et de texte en texte, dessinent les contours de la littérature contemporaine chinoise ». On lui doit les nouvelles caustiques de Xu Xing (en), Les Bonbons chinois de Mian Mian, La Grande Ile des tortues-cochons de Liu Sola (en) ou encore les écrits de Mo Yan, prix Nobel de littérature en 2012,,.
Engagée dans le travail, la transmission et le soutien aux jeunes traducteurs, Sylvie Gentil participe à la « Fabrique des Traducteurs France / Chine ». Elle est également membre du jury prix Fu Lei, qui récompense tous les ans, les meilleures traductions du français vers le chinois.
Elle meurt de façon « soudaine » des suites d'un cancer foudroyant, le 28 avril 2017 à l'âge de 59 ans,,.

## Ouvrages

### Traductions du chinois
- Mo Yan (trad. Sylvie Gentil et Pascale Guignot), Le Clan du sorgho, Actes Sud, 10 août 1993, 152 p. (ISBN 978-2-86869-547-5)
- Mo Yan (trad. Sylvie Gentil), Les Treize Pas (en), éditions du Seuil, 18 janvier 1995, 267 p. (ISBN 978-2-02-020617-4)
- Xu Xing (en) (trad. Sylvie Gentil), Et tout ce qui reste est pour toi, éditions de l'Olivier, 22 août 2003, 271 p. (ISBN 978-2-87929-389-9)
- Xu Xing (en) (trad. Sylvie Gentil), Variations sans thème, éditions de l'Olivier, 22 août 2003, 261 p. (ISBN 978-2-87929-413-1)
- Tian Yuan (trad. Sylvie Gentil), La Forêt zèbre, éditions de l'Olivier, 9 mars 2004, 192 p. (ISBN 978-2-87929-390-5)
- Liu Sola (en) (trad. Sylvie Gentil), La Grande Île des tortues-cochons, éditions du Seuil, 2 mars 2006, 267 p. (ISBN 978-2-02-084593-9)
- Feng Tang (trad. du chinois par Sylvie Gentil), Qiu, comme l'automne, Paris, éditions de l'Olivier, 1er mars 2007, 309 p. (ISBN 978-2-87929-499-5)
- Mian Mian (trad. du chinois par Sylvie Gentil), Panda sex : roman, Vauvert, Au diable vauvert, 22 janvier 2009, 183 p. (ISBN 978-2-84626-177-7)
- Mian Mian (trad. Sylvie Gentil), Les Bonbons chinois, éditions du Seuil, 9 mars 2004, 304 p. (ISBN 978-2-02-055133-5)
- Feng Tang (trad. Sylvie Gentil), Qiu, comme l'automne, éditions de l'Olivier, 1er mars 2007, 312 p.  (ISBN 978-2879294995)
- Feng Tang (trad. du chinois par Sylvie Gentil), Une fille pour mes 18 ans, Paris, éditions de l'Olivier, 9 avril 2009, 248 p. (ISBN 978-2-87929-500-8)
- Feng Tang (trad. Sylvie Gentil), « Trois jours, quatorze nuits », extrait de Beijing, Beijing, éditions Jentayu, 17 juillet 2017, 12 p.  (ISBN 979-1096165032)
- Cui Zi'en (en) (trad. du chinois par Sylvie Gentil), Lèvres pêche : roman, Paris, éditions Gallimard, 18 mars 2010, 304 p. (ISBN 978-2-07-012852-5)
- Yan Lianke (trad. Sylvie Gentil), Bons baisers de Lénine, éditions Philippe Picquier, 25 juillet 2012, 656 p. (ISBN 978-2-8097-0354-2)
- Yang Jisheng (trad. du chinois par Sylvie Gentil et Louis Vincenolles), Stèles : La Grande Famine en Chine, 1958-1961, Paris, éditions Points, 2 janvier 2014, 852 p. (ISBN 978-2-7578-3785-6)
- Li Er (trad. du chinois par Sylvie Gentil), Le Jeu du plus fin : roman, Arles, éditions Philippe Picquier, 6 mars 2014, 608 p. (ISBN 978-2-8097-0990-2)
- Yan Lianke (trad. du chinois par Sylvie Gentil), Les Chroniques de Zhalie : roman, Arles, éditions Philippe Picquier, 3 septembre 2015, 515 p. (ISBN 978-2-8097-1115-8)
- Yan Lianke (trad. du chinois par Sylvie Gentil), Les Quatre Livres : roman, Arles, éditions Philippe Picquier, 3 septembre 2015, 446 p. (ISBN 978-2-8097-1116-5)
- Yan Lianke (trad. du chinois par Sylvie Gentil), À la découverte du roman, Arles, éditions Philippe Picquier, 2 mars 2017, 124 p. (ISBN 978-2-8097-1251-3)
- Yan Lianke (trad. du chinois par Sylvie Gentil), Un chant céleste : roman, Arles, éditions Philippe Picquier, 2 mars 2017, 96 p. (ISBN 978-2-8097-1250-6)

## Distinction
- 2009 : Prix Amédée Pichot de la ville d'Arles[5]